# Attiches
Attiches est une commune française située dans le département du Nord, en région Hauts-de-France.

## Géographie

### Localisation
Située à une quinzaine de kilomètres au sud de Lille, sur le territoire de la communauté de communes Pévèle Carembault, la commune d'Attiches est à l'extrémité ouest de la Pévèle, à la frontière du Carembault. Les communes voisines sont Seclin, Avelin, Tourmignies, Mons-en-Pévèle, Thumeries, La Neuville et Phalempin. Une partie de la forêt de Phalempin est d'ailleurs sur le territoire communal d'Attiches.
| Seclin    | Avelin                | Avelin                     |
| Phalempin | Attiches              | Tourmignies                |
| Phalempin | La Neuville Thumeries | Tourmignies Mons-en-Pévèle |

### Géologie et relief

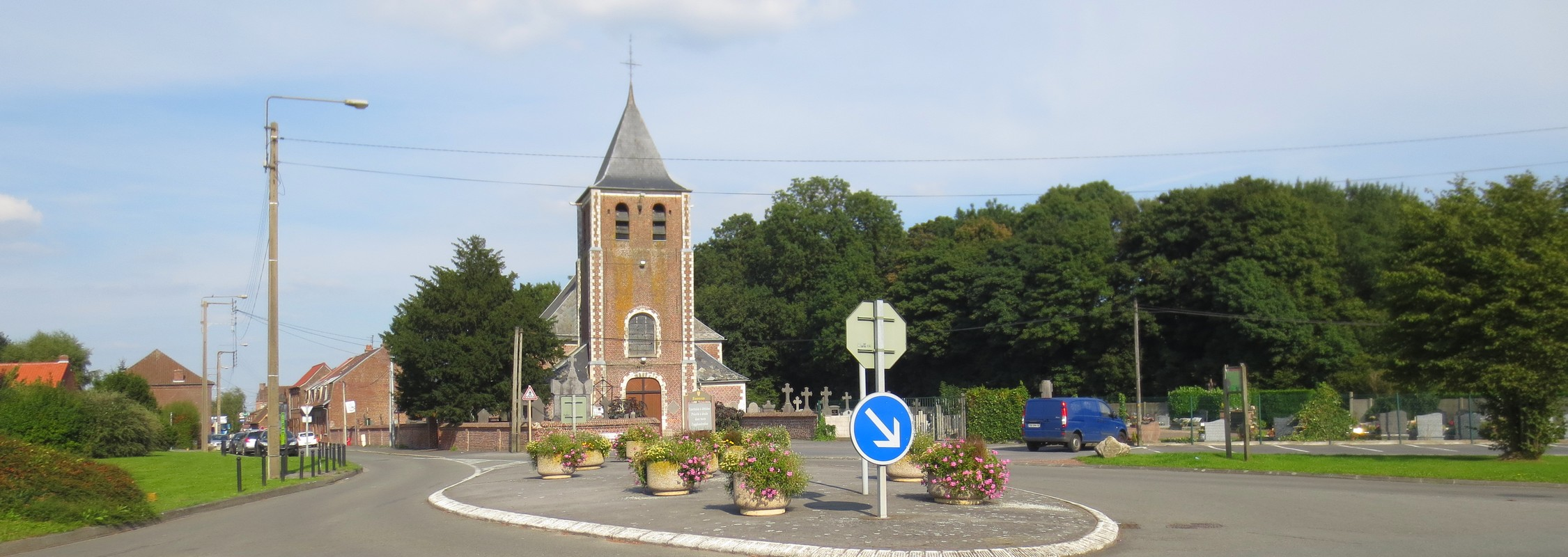
Attiches

### Hydrographie

#### Réseau hydrographique
La commune est située dans le bassin Artois-Picardie. Elle est drainée par la Marque et la Prez,,.
La Marque, d'une longueur de 32 km, prend sa source dans la commune de Thumeries et se jette  dans le canal de Roubaix à Wasquehal, après avoir traversé 25 communes.

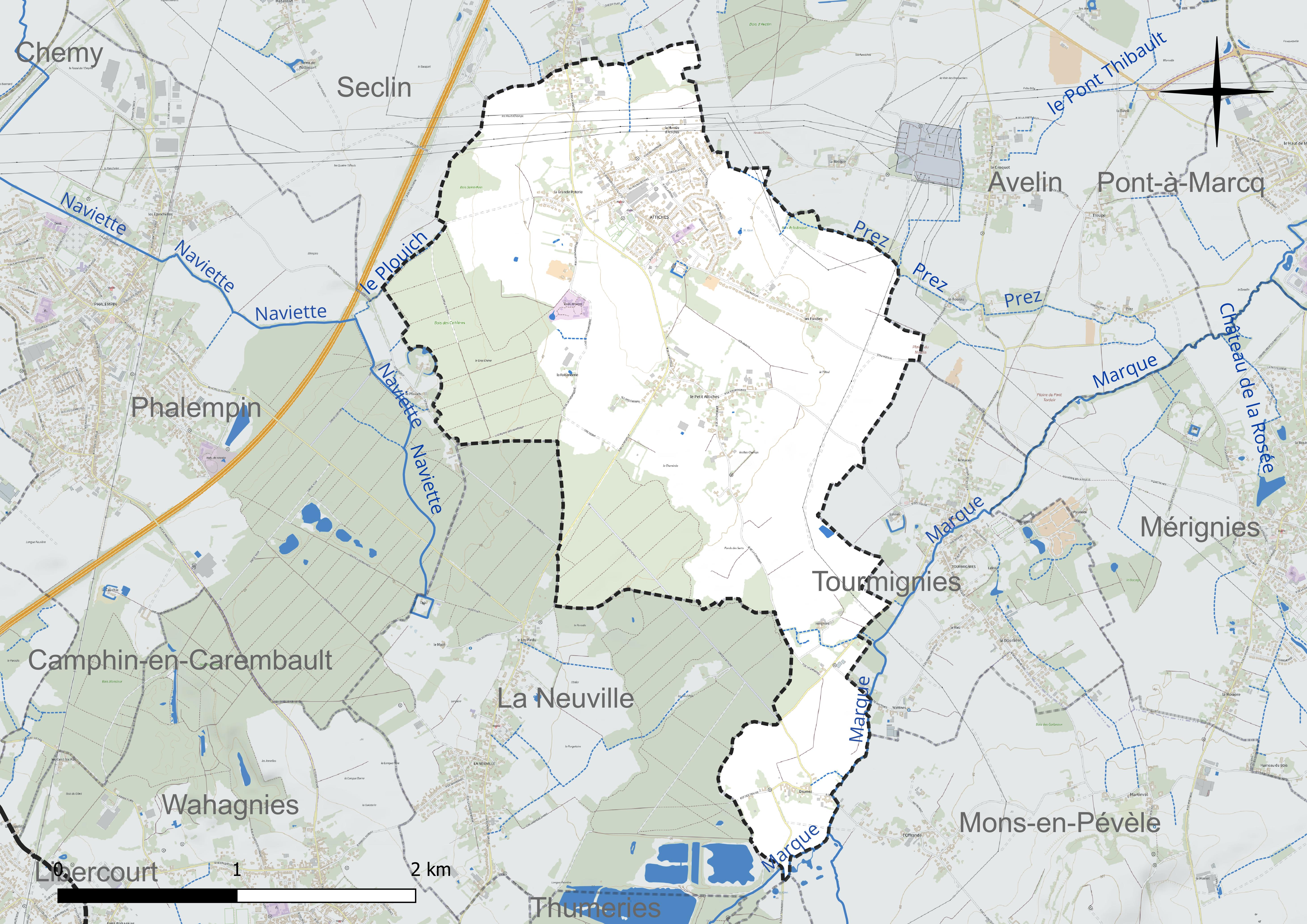
Réseau hydrographique d'Attiches.

#### Gestion et qualité des eaux
Le territoire communal est couvert par le schéma d'aménagement et de gestion des eaux (SAGE) « Marque Deûle ». Ce document de planification concerne un territoire de 1 120 km2 de superficie, délimité par les bassins versants de la Marque et de la Deûle, formant une vaste cuvette sédimentaire de 40 km de long et de 25 km de large, où la pente est très faible. Le périmètre a été arrêté le 2 décembre 2005 et le SAGE proprement dit a été approuvé le 9 mars 2020. La structure porteuse de l'élaboration et de la mise en œuvre est la Métropole européenne de Lille.
La qualité des cours d'eau peut être consultée sur un site dédié géré par les agences de l'eau et l'Agence française pour la biodiversité.

### Climat
Pour des articles plus généraux, voir Climat des Hauts-de-France et Climat du Nord.
En 2010, le climat de la commune est de type climat océanique dégradé des plaines du Centre et du Nord, selon une étude du CNRS s'appuyant sur une série de données couvrant la période 1971-2000. En 2020, Météo-France publie une typologie des climats de la France métropolitaine dans laquelle la commune est exposée à un climat océanique et est dans la région climatique Nord-est du bassin Parisien, caractérisée par un ensoleillement médiocre, une pluviométrie moyenne régulièrement répartie au cours de l'année et un hiver froid (3 °C).
Pour la période 1971-2000, la température annuelle moyenne est de 10,4 °C, avec une amplitude thermique annuelle de 14,4 °C. Le cumul annuel moyen de précipitations est de 698 mm, avec 11,5 jours de précipitations en janvier et 9,1 jours en juillet. Pour la période 1991-2020, la température moyenne annuelle observée sur la station météorologique la plus proche, située sur la commune de Cappelle-en-Pévèle à 8 km à vol d'oiseau, est de 11,1 °C et le cumul annuel moyen de précipitations est de 736,6 mm,. Pour l'avenir, les paramètres climatiques de la commune estimés pour 2050 selon différents scénarios d'émission de gaz à effet de serre sont consultables sur un site dédié publié par Météo-France en novembre 2022.

## Urbanisme

### Typologie
Au 1er janvier 2024, Attiches est catégorisée bourg rural, selon la nouvelle grille communale de densité à sept niveaux définie par l'Insee en 2022.
Elle appartient à l'unité urbaine d'Attiches, une unité urbaine monocommunale constituant une ville isolée,. Par ailleurs la commune fait partie de l'aire d'attraction de Lille (partie française), dont elle est une commune de la couronne,. Cette aire, qui regroupe 201 communes, est catégorisée dans les aires de 700 000 habitants ou plus (hors Paris),.

### Occupation des sols
L'occupation des sols de la commune, telle qu'elle ressort de la base de données européenne d'occupation biophysique des sols Corine Land Cover (CLC), est marquée par l'importance des territoires agricoles (66,2 % en 2018), en diminution par rapport à 1990 (71,5 %). La répartition détaillée en 2018 est la suivante : 
terres arables (54,8 %), forêts (20,5 %), zones urbanisées (13,3 %), zones agricoles hétérogènes (11,4 %). L'évolution de l'occupation des sols de la commune et de ses infrastructures peut être observée sur les différentes représentations cartographiques du territoire : la carte de Cassini (XVIIIe siècle), la carte d'état-major (1820-1866) et les cartes ou photos aériennes de l'IGN pour la période actuelle (1950 à aujourd'hui).

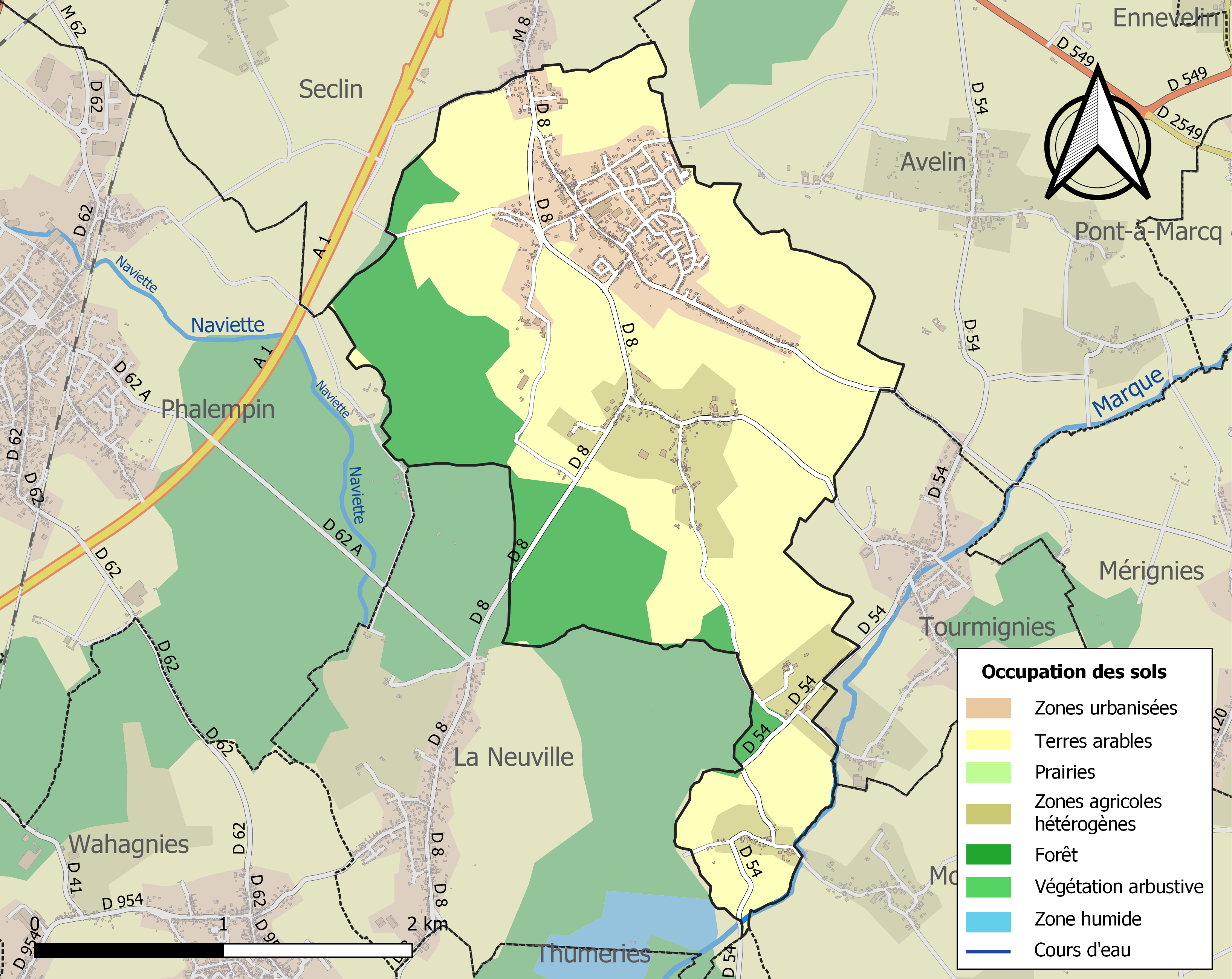
Carte des infrastructures et de l'occupation des sols de la commune en 2018 (CLC).

## Toponymie
Noms anciens : Attiche, dans un titre de saint Piat, de Seclin, de 1187 (Mirœus). Astices, 1282, cart. du Hainaut. Atichies, Atte- chies, Atiche (Mannier).
Le nom jeté des habitants d'Attiches est les mingeux d'carottes.

## Histoire
On croit qu'originairement cette paroisse était une chapelle de secours dépendant de Seclin (Maubus).
La collégiale de Saint-Piat, à Seclin, avait l'autel et la dime de ce village, elle les céda au chantre. Le pape Clément III confirma cette cession en 1187.
La seigneurie d'Attiches faisait partie du patrimoine des châtelains de Lille.
À la fin du XVIe siècle- début du XVIIe siècle, Marie Muyssart, fille de Jean, seigneur de La Cauchie, avocat, bourgeois de Lille  et de Barbe Marquant, dit de Saint-Venant, est dame (les hommes sont seigneur de, les femmes sont dame de) d'Attiches. Elle meurt le 11 octobre 1610, est enterrée dans l'église Sainte-Catherine de Lille. Elle prend pour époux à Lille le 16 juillet 1560 Alexandre Le Blancq, écuyer puis chevalier, seigneur de Meurchin, baron de Bailleul-sir-Berthoult, fils de Guillaume, écuyer, seigneur de Meurchin et de Philippotte Ruffault, mort en 1574, enterré dans l'église Saint-Maurice de Lille. Elle se marie ensuite avec François de Patye, écuyer, fils de Roger, chevalier, trésorier général de Marie de Hongrie, sœur de Charles Quint, gouverneure des Pays-Bas espagnols et autrichiens.
Louis XIV, pour soutenir les guerres de la succession à la couronne d'Espagne, vendit la seigneurie d'Attiches.
La châtelaine Guyotte fonda la Chapelle de La Neuville, et parmi les biens affectés à cette œuvre, elle donna 12 bonniers de terre situés à Attiches.
Attiches se trouve divisé en deux hameaux principaux : le Grand et le Petit Attiches. Dans le Grand- Attiches, il y avait le grand fief d'Attiches, duquel on a esclissé le fief de la Cocquellerie et celui de La Haye.
On trouvait également sur Attiches  le fief des Roblets qui conférait à son détenteur le titre de seigneur. Au début du XVIIIe siècle, Hippolyte-Joseph-Ignace Déliot détient la terre. Il a épousé Marie-Josèphe-Colette Petitpas

### Situation administrative

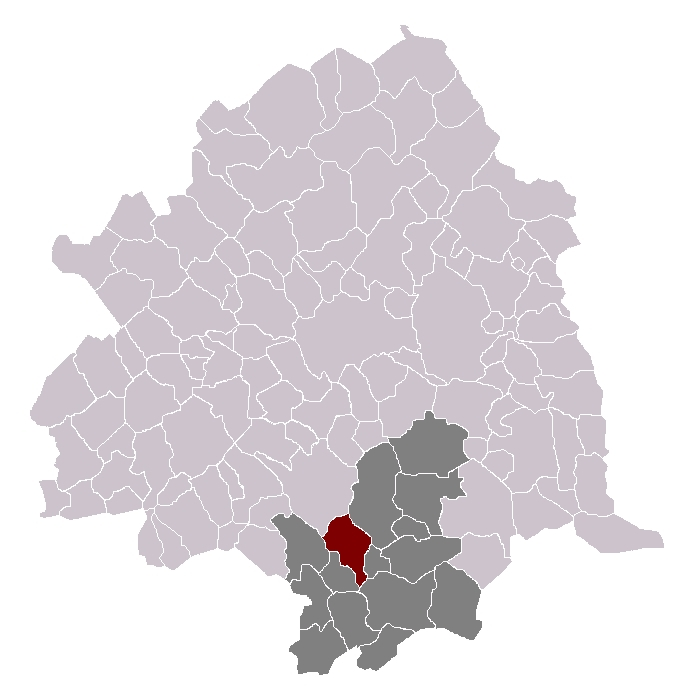
Attiches dans son canton et son arrondissement.

## Politique et administration

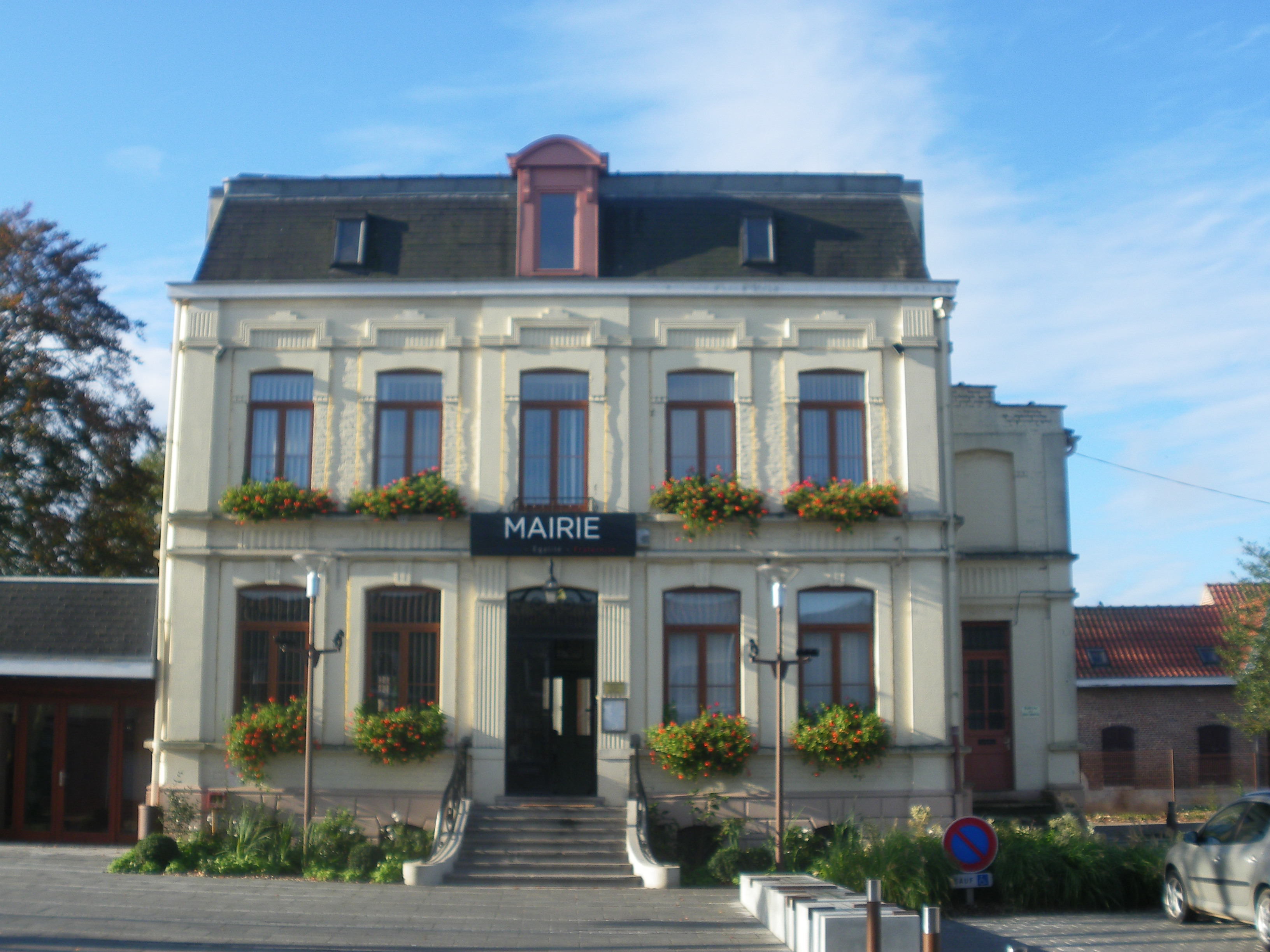
La mairie.

### Liste des maires
Maire en 1802-1803 : F. Chrétien.
Maire en 1807 : Blauwart.
Maire en 1808 : Denneulin.
Maire en 1881 : Denneulin.
| Période                                  | Période                     | Identité                    | Étiquette    | Qualité |
| ---------------------------------------- | --------------------------- | --------------------------- | ------------ | --- |
| Les données manquantes sont à compléter. |                             |                             |              | |
|                                          |                             | Charles Maurice (1857-1914) | Conservateur | Professeur à l'université catholique de Lille Conseiller général de Pont-à-Marcq (1907 → 1913)                               |
| 1930                                     | 1945                        | Louis Bernard               |              | Professeur d'université |
| Les données manquantes sont à compléter. |                             |                             |              | |
|                                          | 1975                        | Kléber Baillez              |              | |
| 1975                                     | mars 2001                   | André Rosart                |              | Agriculteur retraité |
| mars 2001                                | En cours (au 11 avril 2022) | Luc Foutry                  | DVD          | Ancien directeur de cabinet Conseiller régional des Hauts-de-France (2015 → ) Président de la CC Pévèle Carembault (2020 → ) |

## Population et société

### Démographie

#### Évolution démographique
L'évolution du nombre d'habitants est connue à travers les recensements de la population effectués dans la commune depuis 1793. Pour les communes de moins de 10 000 habitants, une enquête de recensement portant sur toute la population est réalisée tous les cinq ans, les populations de référence des années intermédiaires étant quant à elles estimées par interpolation ou extrapolation. Pour la commune, le premier recensement exhaustif entrant dans le cadre du nouveau dispositif a été réalisé en 2007.

En 2022, la commune comptait 2 241 habitants, en évolution de −1,19 % par rapport à 2016 (Nord : +0,51 %, France hors Mayotte : +2,11 %).
| 1793 | 1800 | 1806 | 1821 | 1831 | 1836 | 1841 | 1846 | 1851 |
| ---- | ---- | ---- | ---- | ---- | ---- | ---- | ---- | ---- |
| 869  | 899  | 920  | 894  | 935  | 932  | 968  | 938  | 916  |

| 1856 | 1861 | 1866 | 1872 | 1876 | 1881 | 1886 | 1891 | 1896 |
| ---- | ---- | ---- | ---- | ---- | ---- | ---- | ---- | ---- |
| 857  | 853  | 853  | 895  | 867  | 849  | 847  | 861  | 868  |

| 1901 | 1906 | 1911 | 1921 | 1926 | 1931 | 1936 | 1946 | 1954 |
| ---- | ---- | ---- | ---- | ---- | ---- | ---- | ---- | ---- |
| 876  | 864  | 838  | 724  | 744  | 792  | 781  | 743  | 745  |

| 1962 | 1968 | 1975  | 1982  | 1990  | 1999  | 2006  | 2007  | 2012  |
| ---- | ---- | ----- | ----- | ----- | ----- | ----- | ----- | ----- |
| 747  | 808  | 1 607 | 1 931 | 1 954 | 2 229 | 2 270 | 2 276 | 2 270 |

| 2017  | 2022  | - | - | - | - | - | - | - |
| ----- | ----- | - | - | - | - | - | - | - |
| 2 275 | 2 241 | - | - | - | - | - | - | - |

#### Pyramide des âges
La population de la commune est relativement jeune.
En 2018, le taux de personnes d'un âge inférieur à 30 ans s'élève à 34,1 %, soit en dessous de la moyenne départementale (39,5 %). À l'inverse, le taux de personnes d'âge supérieur à 60 ans est de 24,4 % la même année, alors qu'il est de 22,5 % au niveau départemental.
En 2018, la commune comptait 1 140 hommes pour 1 123 femmes, soit un taux de 50,38 % d'hommes, largement supérieur au taux départemental (48,23 %).
Les pyramides des âges de la commune et du département s'établissent comme suit.
| Hommes | Classe d’âge | Femmes |
| ------ | ------------ | ------ |
| 0,4    | 90 ou +      | 0,8    |
| 4,2    | 75-89 ans    | 5,5    |
| 18,1   | 60-74 ans    | 19,7   |
| 22,9   | 45-59 ans    | 23,2   |
| 19,1   | 30-44 ans    | 18,0   |
| 18,0   | 15-29 ans    | 15,2   |
| 17,3   | 0-14 ans     | 17,7   |

| Hommes | Classe d’âge | Femmes |
| ------ | ------------ | ------ |
| 0,5    | 90 ou +      | 1,4    |
| 5,3    | 75-89 ans    | 8,1    |
| 14,8   | 60-74 ans    | 16,2   |
| 19,1   | 45-59 ans    | 18,4   |
| 19,5   | 30-44 ans    | 18,7   |
| 20,7   | 15-29 ans    | 19,1   |
| 20,2   | 0-14 ans     | 18     |

### Enseignement
Attiches fait partie de l'académie de Lille.

## Culture et patrimoine

### Lieux et monuments
L'actuel château d'Attiches a été construit en 1880 par Léon Maurice, fils d'un ancien maire de Douai, magistrat à la cour d'appel de cette même ville et qui fut maire d'Attiches et député du Nord. Le domaine avait été acquis comme bien national sous la Révolution française par le grand-père de son épouse, Charles Lorain, qui fut également magistrat et député. Lors de cette acquisition, il ne restait que les dépendances, le château originel ayant brulé lors du siège de Lille au XVIIIe siècle. Charles Lorain fit donc édifier un premier château que sa petite fille et son mari jugèrent sombre, humide et incommode, en raison de la proximité de grands arbres. C'est ainsi qu'après son veuvage Léon Maurice décida de démolir cette battisse pour en construire une nouvelle, plus vaste, plus luxueuse et plus moderne. Le château connu l'occupation allemande pendant la Première Guerre mondiale et abrita notamment le fameux aviateur allemand, Von Richthofen, dit "le Baron Rouge". À la fin de la guerre, les Allemands abattirent presque tous les grands arbres du parc qui furent replantés vers 1920.
En 1940, le château abrita l'état major de la 1re Armée française qui refluait de Belgique sous la pression allemande. C'est là qu'eut lieu la passation de pouvoir entre le général Blanchard et le général Prioux qui lui succéda. C'est là également que Lord Gort, chef du Corps expéditionnaire britannique, qui était basé à Wahagnies, vint annoncer au général français son intention de se replier sur Dunkerque (opération Dynamo). Le château est encore actuellement une propriété privée toujours habitée par les descendants de son constructeur.

### Héraldique
|  | Les armes d'Attiches se blasonnent ainsi : « D'or à la bande échiquetée de gueules et d'argent de deux tires. » |

### Folklore
- Les géants Eleyne et Gauthier

## Pour approfondir